# Első személyes előadásmód
Az első személyes előadásmód olyan előadásmód a népköltészetben, amelyben az előadó egyes szám első személyben meséli el a történetet. (pl.: Elindultam szép hazámbul... kezdetű népdal) Az előadó és a szereplő azonos is lehet (élménytörténet). 
Az eljárás indítéka többféle lehet. Egyes szám első személyben leginkább dramatikus műfajokban beszélnek. Ez a hangvétel személyes jelleget kölcsönöz a műnek. Ilyenek általában a siratók, sommásdalok, katonadalok, szerelmes dalok.
Különleges eset az, amikor elbeszélő, nem pedig lírai műfajokban alkalmazzák az első személyes előadásmódot. Ebbe a csoportba tartoznak az ún. kérkedők és az énekmondók is sokszor élnek ezzel a lehetősséggel. Anonymus említi a Lech-mezei vereség után hazatérő gyászamgyarokról, hogy „magukról éneket szereztek”.
A balladai műnemben is eléggé elterjedt előadásmód. Ebben az esetben arról van szó, hogy az előadó azonosul a ballada hősével.